# Джордж Камбосос
Джордж Камбосос (англ. George Kambosos; 14 червня 1993, Сідней) — австралійський професійний боксер, чемпіон світу за версіями IBF (2021-2022), WBA (Super) (2021-2022), WBO (2021-2022), IBO (2023), володар титулу WBC Franchise (2021-2022) у легкій вазі.

## Боксерська кар'єра
Джордж Камбосос займався регбі і боксом зі шкільних років. У підлітковому віці він зробив вибір на користь боксу і зосередився на ньому.
У віці 19-и років дебютував на професійному рингу. Впродовж 2013—2016 років провів 11 переможних боїв, завоювавши регіональний титул WBA Oceania. З 2017 року став постійним спаринг-партнером Менні Пак'яо.
5 травня 2018 року провів перший бій за межами Австралії, нокаутувавши у США панамця Хосе Фореро на другій хвилині бою.
14 грудня 2019 року Джордж Камбосос пройшов перевірку боєм проти колишнього чемпіона світу за версією IBF у легкій вазі американця Міккі Бея. Австралієць здобув перемогу розділеним рішенням.
31 жовтня 2020 року в Лондоні в андеркарді бою Олександр Усик — Дерек Чісора Джордж провів поєдинок за звання обов'язкового претендента за версією IBF у легкій вазі проти ексчемпіона світу IBF у напівлегкій вазі валійця Лі Селбі. Він діяв агресивніше і точніше за Селбі і здобув перемогу розділеним рішенням.

### Камбосос проти Лопеса
Перший бій у статусі абсолютного чемпіона світу у легкій вазі американець Теофімо Лопес мав провести проти обов'язкового претендента за версією IBF Джорджа Камбососа. Не дійшовши згоди щодо гонорару за бій зі своєю промоутерською компанією Top Rank Promotions, Лопес довів справу до промоутерських торгів, які несподівано виграла компанія Triller Fight Club, яка запропонувала 6 018 000 доларів.
Чемпіонський бій між Теофімо Лопесом і Джорджем Камбососом мав відбутися 19 червня 2021 року, але 15 червня у чемпіона виявили коронавірус і бій перенесли на 14 серпня.
Згодом керівники компанії Triller Fight Club захотіли перенести цей бій зі Сполучених Штатів до Австралії орієнтовно на 17 жовтня, але проти такого переносу категорично виступив Теофімо Лопес. IBF зобов'язала Triller організувати бій у США до 17 жовтня, тому бій отримав нову дату і місце — 5 жовтня, Медісон-сквер-гарден, Нью-Йорк. Та вже через дві неділі бій перепланували на 4 жовтня.
Пройшло іще менше двох тижнів, і керівники Triller знов вирішили змінити дату бою та арену — 16 жовтня, Барклайс-центр. Лопес спочатку висловився категорично проти чергового перенесення, та через декілька днів погодився. Але Джордж Камбосос не погодився на перенесення, найнявши адвоката та повідомивши 29 вересня 2021 року IBF, що Triller порушує умови контракту. 2 жовтня 2021 року компанія Triller остаточно відмовилася від права на організацію бою Лопес — Камбосос.
Після відмови Triller права на організацію бою перейшли до Едді Гірна та його компанії Matchroom Boxing, і бій за титули чемпіона IBF, WBA (Super), WBO та WBC Franchise у легкій вазі відбувся 27 листопада 2021 року на арені Медісон-сквер-гарден, Нью-Йорк.
Джордж Камбосос, який до бою неодноразово робив заяви, що переможе Лопеса і стане наступним чемпіоном, не розгубився під стартовим натиском чемпіона і наприкінці першого раунду прямим правим надіслав Лопеса в нокдаун. В наступних раундах суперники активно продовжували перестрілки, але Камбосос був точніший. Здавалося, Лопес намагався вирішити усе одним ударом, а Камбосос не втрачав нагоди провести кількаударні комбінації. В десятому раунді чемпіон таки доносить свій удар і надсилає претендента в нокдаун, але австралієць знайшов сили підвестися і збільшити кількість своїх ударів в наступних раундах. Розділеним рішенням суддів — 114-113 (Лопес) і 115-111, 115-112 (Камбосос) новим чемпіоном оголошують Джорджа Камбососа.

### Камбосос проти Хейні
Після перемоги над Теофімо Лопесом наступним суперником Камбососа мав стати Василь Ломаченко, але українець відмовився від бою після російського вторгнення в Україну, і команда австралійця обрала в суперники Камбососу чемпіона WBC у легкій вазі Девіна Хейні.
Бій відбувся 5 червня 2022 року у Мельбурні, і на очах співвітчизників Джордж Камбосос втратив усі титули, програвши одностайним рішенням суддів — 116-112; 116-112; 118-110. Майже всі спроби Джорджа донести свої удари виявилися невдалими через хороший джеб та швидкі пересування Девіна, який став новим абсолютним чемпіоном світу у легкій вазі.

### Камбосос проти Хейні II
За умовами контракту на перший бій Камбосос мав право на негайний реванш, чим він і скористався. Реванш відбувся знов у Мельбурні, Австралія 16 жовтня 2022 року. Камбосос цього разу діяв краще, намагаючись тиснути на суперника, але Хейні впевнено працював джебом, був набагато ефективнішим і знов здобув переконливу перемогу одностайним рішенням суддів — 119-109 і двічі 118-110.
22 липня 2023 року в бою проти британця Максі Х'юза завоював титул чемпіона IBO і звання обов'язкового претендента на титул чемпіона IBF у легкій вазі.

### Камбосос проти Ломаченка
12 травня 2024 року провів поєдинок за вакантне звання чемпіона IBF у легкій вазі проти ексчемпіона світу Василя Ломаченка і зазнав поразки технічним нокаутом наприкінці одинадцятого раунду.

### Камбосос проти Гітчинса
14 червня 2025 року вийшов на бій проти чемпіона IBF у першій напівсередній вазі Річардсона Гітчинса і зазнав поразки технічним нокаутом у восьмому раунді.